# Шевчук В'ячеслав Анатолійович
В'ячеслав Анатолійович Шевчу́к (нар. 13 травня 1979, Луцьк, УРСР) — колишній український футболіст, захисник. По завершенні ігрової кар'єри — футбольний тренер та функціонер.

## Клубна кар'єра
Народився у Луцьку, вихованець місцевої ДЮСШ. На початку кар'єри виступав за «Поділля» з Хмельницького та «Металург» з Запоріжжя. У «Шахтарі» з червня 2000 року (з перервою). Провів за гірників 13 сезонів, зіграв 239 матчів та забив 4 голи. 27 грудня 2016 року офіційно залишив «гірників» та завершив кар'єру гравця.
У складі донецького «Шахтаря» В'ячеслав Шевчук вісім разів ставав чемпіоном України. Чотири рази ставав срібним призером першості країни. П'ять разів вигравав Кубок України та двічі виходив у фінал кубку. Тричі вигравав Суперкубок країни. В'ячеслав Шевчук — володар Кубку УЄФА 2009 року. За свої спортивні досягнення удостоєний ордену «За мужність» та медалі «За працю та перемогу».
У складі національної збірної України провів 56 матчів. Брав участь у фінальному турнірі Євро-2012 та Євро-2016, де був капітаном національної команди.

## Тренерська кар'єра
У вересні 2017 року розпочав тренерську кар'єру, очоливши команду «Шахтаря U-17» і отримав тренерський диплом УЄФА категорії PRO. Тренував команду 2001 року народження, в складі якої грали Михайло Мудрик та Анатолій Трубін.
З жовтня 2018 року очолив клуб Прем'єр-ліги «Олімпік» (Донецьк), змінивши на цій посаді Романа Санжара. Асистентами Шевчука стали Руслан Ротань, Володимир Савченко (тренер воротарів) і Антон Дяченко (тренер з фізпідготовки).
17 квітня 2019 року В'ячеслав Шевчук залишив пост головного тренера ФК «Олімпік».
У вересні 2020 року отримав PRO-диплом УЄФА.
З 23 листопада 2021 року обіймає посаду спортивного директора у «Вересі». У січні 2023 року зайняв посаду віце-президента «Вереса», а в листопаді 2023 року залишив клуб, щоб узяти участь у виборах голови Рівненської асоціації футболу.
З 5 березня 2025 року обіймає посаду спортивного директора житомирського «Полісся»

## Виступи за збірну
| 01. | 30.04.2003 | «Паркен», Копенгаген            | Данія — Україна              | 1-0 | Товариський матч         | 90' |  |     |  |
| 02. | 11.06.2003 | «Апостолос Ніколаїдіс», Афіни   | Греція — Україна             | 1-0 | Відбірковий матч ЧЄ-2004 | 90' |  |     |  |
| 03. | 20.08.2003 | «Шахтар», Донецьк               | Україна — Румунія            | 0-2 | Товариський матч         | 90' |  |     |  |
| 04. | 08.10.2005 | «Метеор», Дніпропетровськ       | Україна — Албанія            | 2-2 | Відбірковий матч ЧС-2006 | 90' |  |     |  |
| 05. | 06.02.2008 | «ГСП», Нікосія                  | Кіпр — Україна               | 1-1 | Товариський матч         | 75' |  |     |  |
| 06. | 01.06.2008 | «Росунда», Стокгольм            | Швеція — Україна             | 0-1 | Товариський матч         | 90' |  |     |  |
| 07. | 20.08.2008 | «Україна», Львів                | Україна — Польща             | 1-0 | Товариський матч         | 90' |  |     |  |
| 08. | 06.09.2008 | «Україна», Львів                | Україна — Білорусь           | 1-0 | Відбірковий матч ЧС-2010 | 90' |  |     |  |
| 09. | 10.09.2008 | Центральний стадіон, Алмати     | Казахстан — Україна          | 1-3 | Відбірковий матч ЧС-2010 | 90' |  |     |  |
| 10. | 11.10.2008 | «Металіст», Харків              | Україна — Хорватія           | 0-0 | Відбірковий матч ЧС-2010 | 90' |  |     |  |
| 11. | 19.11.2008 | «Дніпро-Арена», Дніпропетровськ | Україна — Норвегія           | 1-0 | Товариський матч         | 90' |  |     |  |
| 12. | 11.02.2009 | «ГСП», Нікосія                  | Сербія — Україна             | 0-1 | Товариський матч         | 90' |  |     |  |
| 13. | 01.04.2009 | «Вемблі», Лондон                | Англія — Україна             | 2-1 | Відбірковий матч ЧС-2010 | 90' |  |     |  |
| 14. | 06.06.2009 | «Максимір», Загреб              | Хорватія — Україна           | 2-2 | Відбірковий матч ЧС-2010 | 90' |  |     |  |
| 15. | 10.06.2009 | «Динамо», Київ                  | Україна — Казахстан          | 2-1 | Відбірковий матч ЧС-2010 | 90' |  |     |  |
| 16. | 12.08.2009 | «Динамо», Київ                  | Україна — Туреччина          | 0-3 | Товариський матч         | 46' |  |     |  |
| 17. | 01.06.2011 | «Динамо», Київ                  | Україна — Узбекистан         | 2-0 | Товариський матч         | 90' |  | 64' |  |
| 18. | 06.06.2011 | «Донбас Арена», Донецьк         | Україна — Франція            | 0-2 | Товариський матч         | 90' |  |     |  |
| 19. | 02.09.2011 | «Металіст», Харків              | Україна — Уругвай            | 2-3 | Товариський матч         | 90' |  |     |  |
| 20. | 06.09.2011 | «Дженералі Арена», Прага        | Чехія — Україна              | 4-0 | Товариський матч         | 76' |  | 67' |  |
| 21. | 05.06.2012 | «Ауді Шпортпарк», Інгольштадт   | Туреччина — Україна          | 2-0 | Товариський матч         | 90' |  |     |  |
| 22. | 11.09.2012 | «Вемблі», Лондон                | Англія — Україна             | 1-1 | Відбірковий матч ЧС-2014 | 75' |  |     |  |
| 23. | 14.11.2012 | «Васил Левський», Софія         | Болгарія — Україна           | 0-1 | Товариський матч         | 90' |  | 74' |  |
| 24. | 06.02.2013 | Стадіо «Олімпіко», Севілья      | Норвегія — Україна           | 0-2 | Товариський матч         | 90' |  |     |  |
| 25. | 22.03.2013 | Національний стадіон, Варшава   | Польща — Україна             | 1-3 | Відбірковий матч ЧС-2014 | 90' |  |     |  |
| 26. | 26.03.2013 | «Чорноморець», Одеса            | Україна — Молдова            | 2-1 | Відбірковий матч ЧС-2014 | 90' |  |     |  |
| 27. | 02.06.2013 | НСК «Олімпійський», Київ        | Україна — Камерун            | 0-0 | Товариський матч         | 90' |  |     |  |
| 28. | 14.08.2013 | НСК «Олімпійський», Київ        | Україна — Ізраїль            | 2-0 | Товариський матч         | 90' |  |     |  |
| 29. | 06.09.2013 | «Арена Львів», Львів            | Україна — Сан-Марино         | 9-0 | Відбірковий матч ЧС-2014 | 60' |  |     |  |
| 30. | 10.09.2013 | НСК «Олімпійський», Київ        | Україна — Англія             | 0-0 | Відбірковий матч ЧС-2014 | 90' |  |     |  |
| 31. | 11.10.2013 | «Металіст», Харків              | Україна — Польща             | 1-0 | Відбірковий матч ЧС-2014 | 90' |  |     |  |
| 32. | 15.10.2013 | Стадіо «Олімпіко», Серравалле   | Сан-Марино — Україна         | 0-8 | Відбірковий матч ЧС-2014 | 90' |  |     |  |
| 33. | 15.11.2013 | НСК «Олімпійський», Київ        | Україна — Франція            | 2-0 | Плей-оф відбору ЧС-2014  | 90' |  | 37' |  |
| 34. | 19.11.2013 | «Стад де Франс», Париж          | Франція — Україна            | 3-0 | Плей-оф відбору ЧС-2014  | 90' |  |     |  |
| 35. | 05.03.2014 | «Антоніс Пападопулос», Ларнака  | США — Україна                | 0-2 | Товариський матч         | 80' |  |     |  |
| 36. | 03.09.2014 | НСК «Олімпійський», Київ        | Україна — Молдова            | 1-0 | Товариський матч         | 46' |  |     |  |
| 37. | 08.09.2014 | НСК «Олімпійський», Київ        | Україна — Словаччина         | 0-1 | Відбірковий матч ЧЄ-2016 | 90' |  |     |  |
| 38. | 09.10.2014 | «Борисов-Арена», Борисов        | Білорусь — Україна           | 0-2 | Відбірковий матч ЧЄ-2016 | 90' |  |     |  |
| 39. | 12.10.2014 | «Арена Львів», Львів            | Україна — Північна Македонія | 1-0 | Відбірковий матч ЧЄ-2016 | 90' |  |     |  |
| 40. | 15.11.2014 | «Жозі Бартель», Люксембург      | Люксембург — Україна         | 0-3 | Відбірковий матч ЧЄ-2016 | 90' |  |     |  |
| 41. | 27.03.2015 | «Рамон Санчес Пісхуан», Севілья | Іспанія — Україна            | 1-0 | Відбірковий матч ЧЄ-2016 | 90' |  |     |  |
| 42. | 31.03.2015 | «Арена Львів», Львів            | Україна — Латвія             | 1-1 | Товариський матч         | 90' |  |     |  |
| 43. | 09.06.2015 | «Лінцер», Лінц                  | Грузія — Україна             | 1-2 | Товариський матч         | 46' |  |     |  |
| 44. | 14.06.2015 | «Арена Львів», Львів            | Україна — Люксембург         | 3-0 | Відбірковий матч ЧЄ-2016 | 90' |  |     |  |

## Скандали
- У червні-липні 2018-го року В'ячеслав провів відпочинок на окупованій Росією території в Криму[9].
- 28 травня 2021 року був затриманий поліцією за водіння автомобільного засобу у стані алкогольного сп'яніння[10][11]. За кілька годин до дорожнього інциденту Шевчук перебував на урочистому заході з нагоди 85-річчя «Шахтаря». Згодом футболіст перепросив за ганебну поведінку під час затримання та нетверезе кермування. Скандал вплинув на його подальшу кар'єру. На тренерській лаві він вже більше не працював, а також залишив телеканал «Футбол», де виступав як експерт у студії Олександра Денисова.

## Досягнення
- Чемпіон України (8): 2001, 2006, 2008, 2010, 2011, 2012, 2013, 2014
- Володар кубка України (5): 2008, 2011, 2012, 2013, 2016
- Володар Суперкубка України (5): 2005, 2008, 2010, 2012, 2014
- Володар Кубка УЄФА 2008-09

## Державні нагороди
- Орден «За мужність» III ст. (25 травня 2009) — за досягнення визначного спортивного результату — здобуття Кубка УЄФА 2009 року, виявлені мужність, самовідданість і волю до перемоги, утвердження міжнародного авторитету вітчизняного футболу[12]
- Відзнака «Іменна вогнепальна зброя» (21 листопада 2015) — за досягнення високих спортивних результатів, вагомий внесок у розвиток вітчизняного футболу, піднесення міжнародного авторитету Української держави[13]
- Медаль «За працю і звитягу» (19 серпня 2006) — за досягнення високих спортивних результатів на чемпіонаті світу з футболу 2006 року (Федеративна Республіка Німеччина), виявлені мужність, самовідданість і волю до перемоги, утвердження міжнародного авторитету України[14]

## Особисте життя
Брат — Сергій Шевчук, підполковник Державної прикордонної служби України. Спочатку займався футболом, але потім обрав кар'єру військового. Брав участь в обороні Маріуполя та пройшов пекло російського полону.